# Miopontonia
Miopontonia is een geslacht van kreeftachtigen uit de klasse van de Malacostraca (hogere kreeftachtigen).

## Soort
- Miopontonia yongei Bruce, 1985